# Low Moor (Virgínia)
Low Moor és una concentració de població designada pel cens dels Estats Units a l'estat de Virgínia. Segons el cens del 2000 tenia 367 habitants.

## Demografia
Segons el cens del 2000, Low Moor tenia 367 habitants, 150 habitatges, i 106 famílies. La densitat de població era de 174,9 habitants per km².
Dels 150 habitatges en un 28,7% hi vivien nens de menys de 18 anys, en un 52% hi vivien parelles casades, en un 12,7% dones solteres, i en un 29,3% no eren unitats familiars. En el 26% dels habitatges hi vivien persones soles el 16,7% de les quals corresponia a persones de 65 anys o més que vivien soles. El nombre mitjà de persones vivint en cada habitatge era de 2,45 i el nombre mitjà de persones que vivien en cada família era de 2,91.
Per edats la població es repartia de la següent manera: un 22,1% tenia menys de 18 anys, un 4,9% entre 18 i 24, un 30,2% entre 25 i 44, un 24,8% de 45 a 60 i un 18% 65 anys o més.
L'edat mediana era de 41 anys. Per cada 100 dones de 18 o més anys hi havia 84,5 homes.
La renda mediana per habitatge era de 40.083 $ i la renda mediana per família de 41.406 $. Els homes tenien una renda mediana de 29.531 $ mentre que les dones 31.750 $. La renda per capita de la població era de 18.982 $. Entorn del 6,6% de les famílies i el 8,8% de la població estaven per davall del llindar de pobresa.

## Poblacions més properes
El següent diagrama mostra les poblacions més properes.